# Zielona Góra
Pour les articles homonymes, voir Zielona Góra.
Zielona Góra [ʑeˈlɔna ˈɡura]  (connue en français avant 1945 sous son nom allemand : Grünberg in Schlesien [ˈɡʀyːnbɛʁk]  ou Grünberg-en-Silésie, noms signifiant littéralement « montagne verte ») est une ville de Pologne dans la voïvodie de Lubusz dont elle est le siège de la diétine régionale.
Zielona Góra est une ville-powiat et est le chef-lieu du powiat de Zielona Góra sans se trouver sur son territoire, ainsi que de la gmina de Zielona Góra. C'est aussi une ville universitaire et le siège épiscopal du diocèse de Zielona Góra-Gorzów.

## Géographie

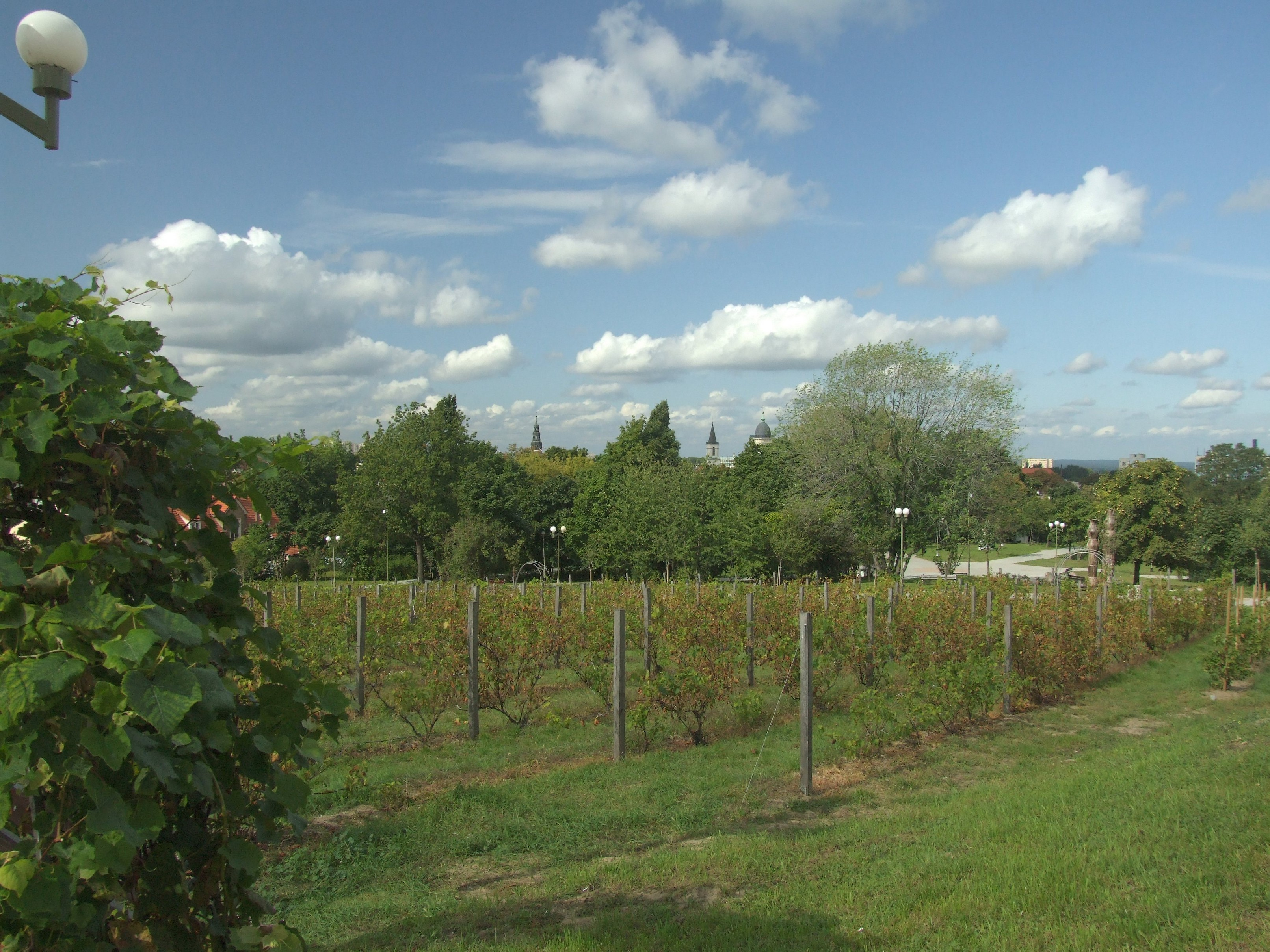
Vignobles à Zielona Góra.

Zielona Góra se situe dans la région historique de Basse-Silésie près du fleuve Oder, à environ 113 kilomètres au sud de la capitale régionale Gorzów Wielkopolski et à 150 kilomètres au nord-ouest de Wrocław.
Cette ville est notamment connue comme un centre de la viticulture en Pologne car c'est une des rares régions du pays où l'on cultive la vigne sans interruption au cours des siècles. Le nom de la ville (en polonais comme en allemand) signifie littéralement « montagne verte » en français.
Zielona Góra se situe au bord de la voie rapide S3, une partie de la route européenne 65.

## Histoire
La ville fut mentionnée pour la première fois dans un acte de 1302. À cette date, les domaines faisaient partie du duché silésien de Glogau sous le règne du duc Henri III, issu de la maison Piast, et Zielona Góra jouit déjà des droits municipaux. L'église paroissiale Sainte-Edwige, aujourd'hui la cocathédrale du diocèse, est construite en 1294. Le privilège urbain de Zielona Góra fut officiellement confirmé en 1323. À partir de 1335, le duché de Głogów était une partie des pays de la couronne de Bohême sous la maison de Luxembourg.
Un château au nord-ouest de la ville avait été construit vers la fin du XIIIe siècle ; de 1358 à 1361, il était la résidence du duc Jean de Ścinawa ayant cédé son duché à son cousin Henri V de Fer. Le duc Jean II de Żagań († 1504) faisait demolir la forteresse par suite du conflit avec le roi Mathias Corvin de Hongrie. Les terres de Bohême passa à la dynastie des Habsbourg en 1526.
À l'aube des temps modernes, Zielona Góra  est devenue un centre  l'artisanat régional des tisserands. Durant les guerres de Silésie, en 1742, la ville est annexée par le royaume de Prusse. Grünberg appartenait de 1815 jusqu'en 1945 au district de Liegnitz au sein de la Silésie prussienne et, à partir de 1871, faisait partie du Reich allemand. Occupée par l'Armée rouge à la fin de la Seconde Guerre mondiale, elle revint à la république de Pologne et la population allemande fut expulsée.

## Climat
| Mois                                             | jan.       | fév.       | mars       | avril     | mai       | juin      | jui.      | août      | sep.      | oct.      | nov.       | déc.       | année      |
| ------------------------------------------------ | ---------- | ---------- | ---------- | --------- | --------- | --------- | --------- | --------- | --------- | --------- | ---------- | ---------- | ---------- |
| Température minimale moyenne (°C)                | −3,2       | −2,6       | 0,3        | 3,8       | 8,7       | 11,8      | 13,8      | 13,6      | 9,9       | 5,7       | 1,1        | −1,7       | 5,1        |
| Température moyenne (°C)                         | −0,9       | 0,1        | 3,6        | 7,9       | 13,4      | 16,1      | 18,1      | 18        | 13,6      | 8,8       | 3,4        | 0,5        | 8,5        |
| Température maximale moyenne (°C)                | 1,5        | 3,1        | 7,6        | 12,7      | 18,7      | 21,1      | 23,1      | 23        | 18        | 12,6      | 6          | 2,8        | 12,5       |
| Record de froid (°C) date du record              | −23,1 1954 | −29,5 1956 | −17,2 1971 | −5,9 1956 | −3,4 1978 | 2,2 1962  | 6,9 1962  | 4,5 1978  | 1,1 1977  | −5,8 1956 | −12,4 1965 | −20,1 1969 | −29,5 1956 |
| Record de chaleur (°C) date du record            | 15,1 2007  | 20,4 2021  | 24,2 1968  | 30,4 1968 | 31,2 1953 | 36,9 2019 | 36,6 1959 | 36,8 1994 | 32,7 2015 | 27,6 1966 | 19,8 1968  | 15,4 1961  | 36,9 2019  |
| Ensoleillement (h)                               | 51,7       | 73,9       | 121,8      | 189,9     | 225,1     | 224,1     | 239,2     | 229       | 159,5     | 111,6     | 56,6       | 42,1       | 1 724,7    |
| Précipitations (mm)                              | 44,2       | 35,6       | 45,2       | 30,6      | 52,7      | 55,7      | 90,1      | 65,2      | 48,3      | 40,9      | 40,5       | 39,7       | 588,7      |
| dont neige (cm)                                  | 115,7      | 101,5      | 46,2       | 5,2       | 0         | 0         | 0         | 0         | 0         | 0,6       | 13,4       | 63,6       | 346,3      |
| Nombre de jours avec précipitations              | 10,2       | 8,6        | 9,5        | 6,2       | 8,4       | 8,8       | 10,1      | 8,2       | 7,8       | 8,1       | 8,1        | 9,6        | 103,4      |
| dont nombre de jours avec précipitations ≥ 10 mm | 0,7        | 0,4        | 0,8        | 0,6       | 1,4       | 1,7       | 2,6       | 2,1       | 1,5       | 0,8       | 0,7        | 0,5        | 13,7       |
| Humidité relative (%)                            | 87,7       | 83,1       | 76,3       | 65,7      | 66,5      | 67,1      | 67,3      | 68,3      | 76,3      | 83,2      | 89,2       | 89,4       | 76,6       |
| Nombre de jours avec neige                       | 14,1       | 11,7       | 5,4        | 0,7       | 0         | 0         | 0         | 0         | 0         | 0,2       | 2,7        | 8,4        | 43,3       |

| Diagramme climatique                                  |             |            |             |             |              |              |            |           |             |          |             |
| J                                                     | F           | M          | A           | M           | J            | J            | A          | S         | O           | N        | D           |
| 1,5−3,244,2                                           | 3,1−2,635,6 | 7,60,345,2 | 12,73,830,6 | 18,78,752,7 | 21,111,855,7 | 23,113,890,1 | 2313,665,2 | 189,948,3 | 12,65,740,9 | 61,140,5 | 2,8−1,739,7 |
| Moyennes : • Temp. maxi et mini °C • Précipitation mm |             |            |             |             |              |              |            |           |             |          |             |

## Sports
- Basket-ball: Basket Zielona Góra

## Relations internationales

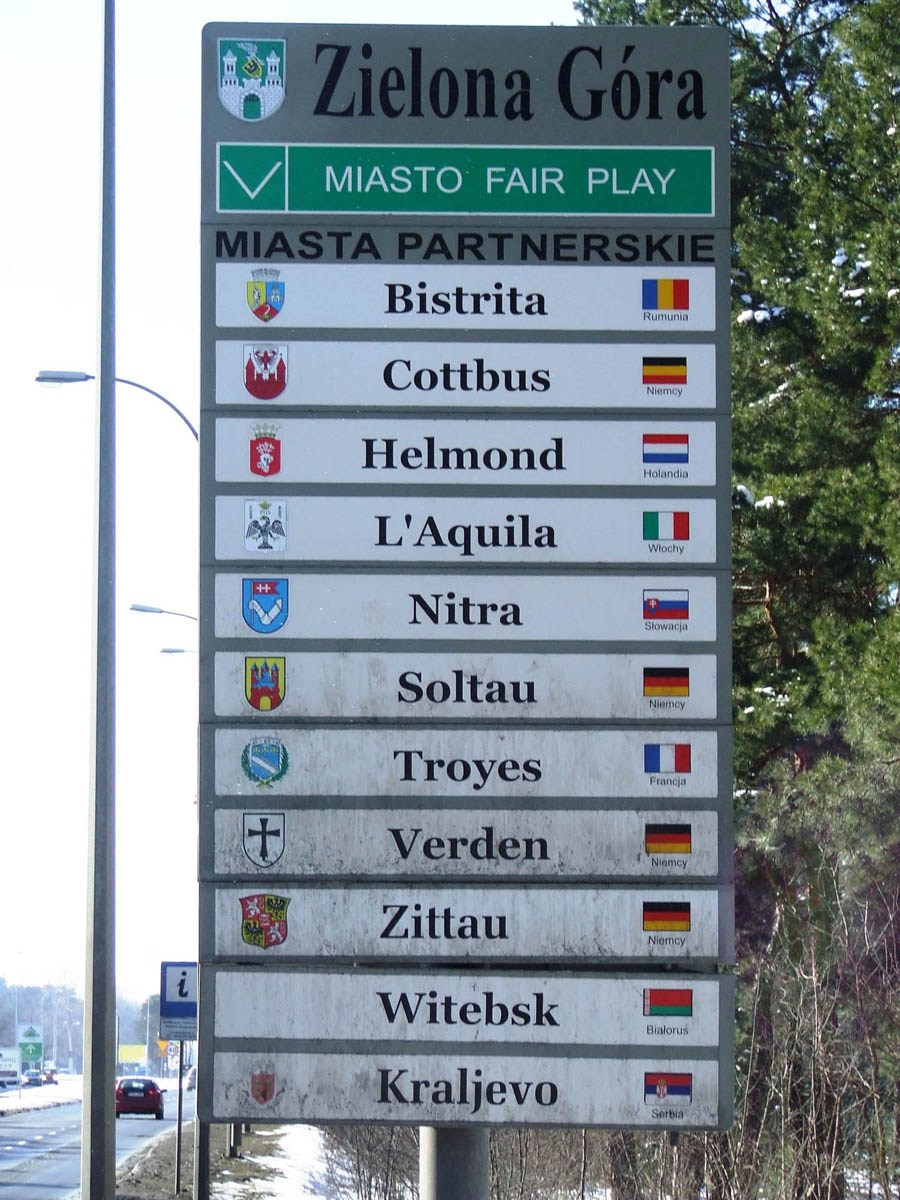
Panneau des villes jumelées averc Zielona Góra

### Jumelages
La ville de Zielona Góra est jumelée avec :
- Troyes (France) depuis le 6 juin 1970
- Cottbus (Allemagne) depuis le 24 janvier 1992
- Nitra (Slovaquie) depuis le 18 septembre 1992
- Verden (Allemagne) depuis le 15 aout 1993
- L'Aquila (Italie) depuis le 16 janvier 1996
- Helmond (Pays-Bas) depuis le 27 septembre 1996
- Bistrița (Roumanie) depuis le 22 juillet 2001
- Vitebsk (Biélorussie) depuis mars 2002
- Wuxi (Chine) depuis octobre 2008
- Kraljevo (Serbie) depuis le 10 septembre 2009
- Zittau (Allemagne) depuis le 6 avril 2010
- Ivano-Frankivsk (Ukraine) depuis le 7 mai 2016

La ville de Zielona Góra entretient d'étroits liens d'amitié avec :
- Soltau (Allemagne)

## Personnalités liées à la ville
- Bartholomaeus Pitiscus (1561-1613), mathématicien, théologien, astronome
- Abraham Scultetus (1566-1625), théologien
- Tadeusz Kuntze (1727-1793), peintre
- Rudolf Haym (1821-1901), philosophe
- Wilhelm Foerster (1832-1921), astronome
- Otto Julius Bierbaum (1865-1910), écrivain
- Franz Mattenklott (1884–1954), général
- François-Guillaume de Prusse (1943- ), petit-fils du Kaiser Guillaume II
- Maryla Rodowicz (1945- ), chanteur
- Jürgen Colombo (1949- ), cycliste
- Olga Tokarczuk (1962- ), journaliste
- Tomasz Lis (1966- ), journaliste
- Mariusz Linke (en) (1969-2022), combattant d'arts martiaux mixtes et grappleur de classe mondiale
- Grzegorz Halama (en) (1970- ), comédien
- Piotr Protasiewicz (en) (1975- ), pilote de speedway moto
- Grzegorz Zengota (en) (1988- ), pilote de speedway moto
- 2PU, groupe de rap metal

## Galerie

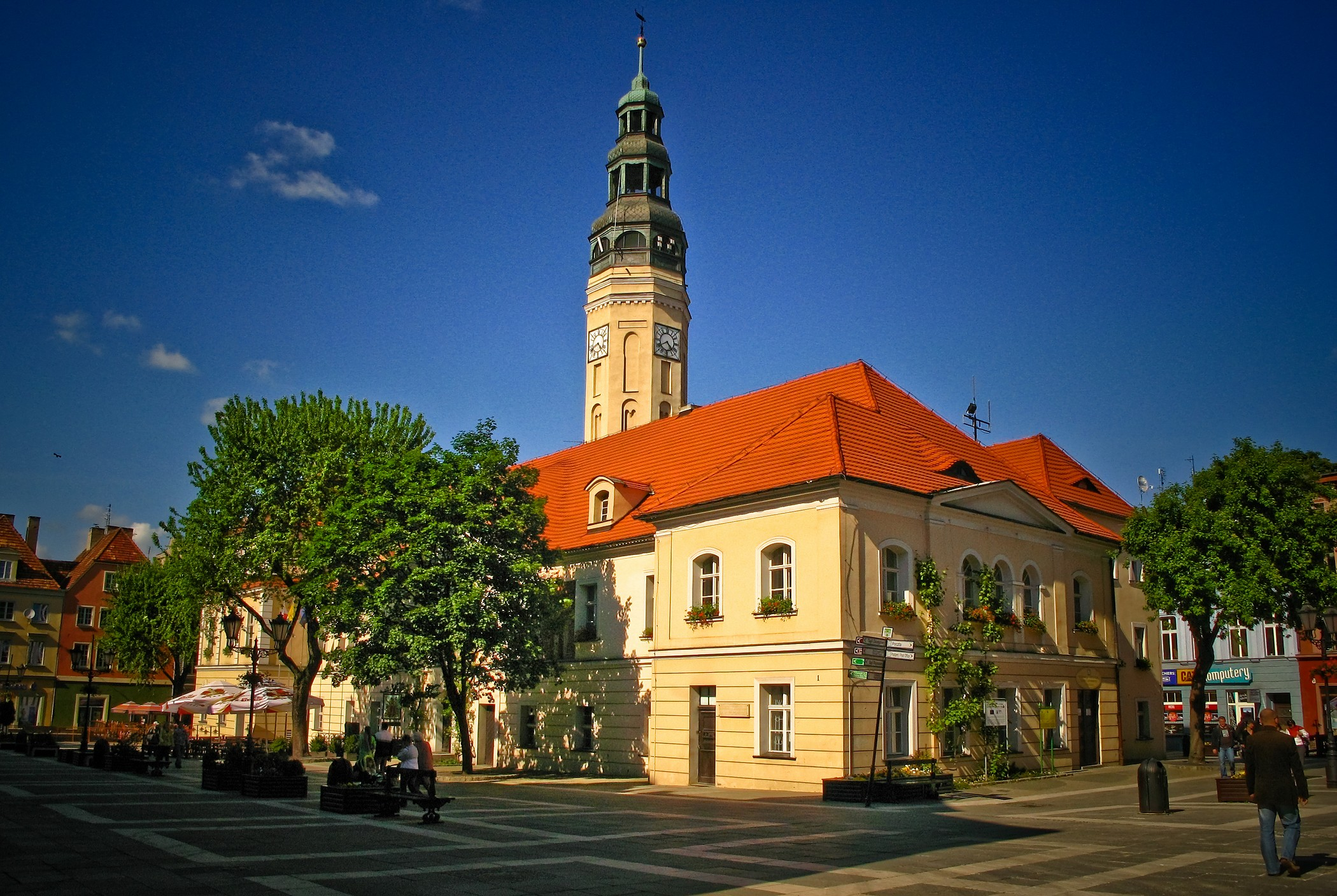
Mairie et place du marché
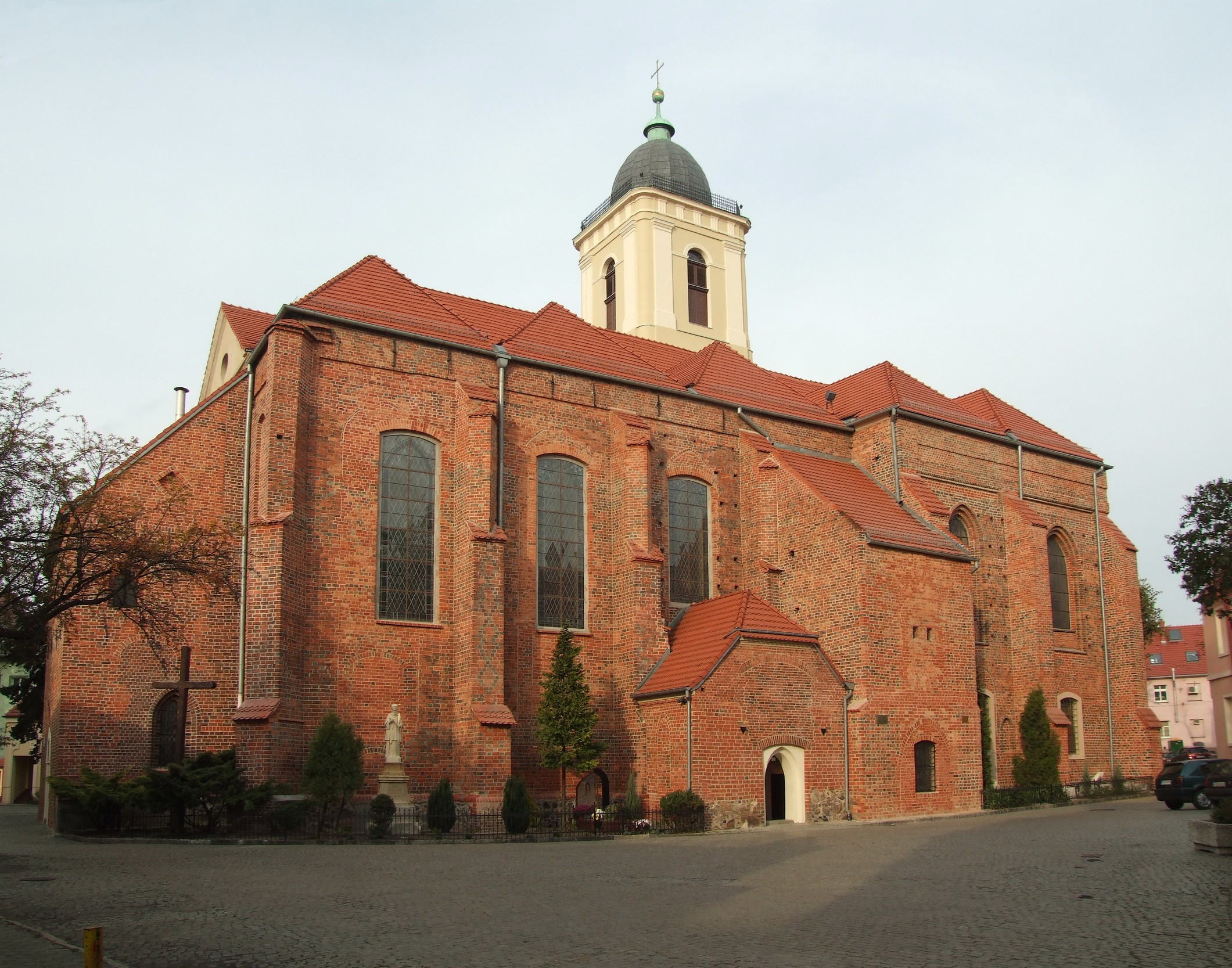
Concathédrale Saint-Edwige
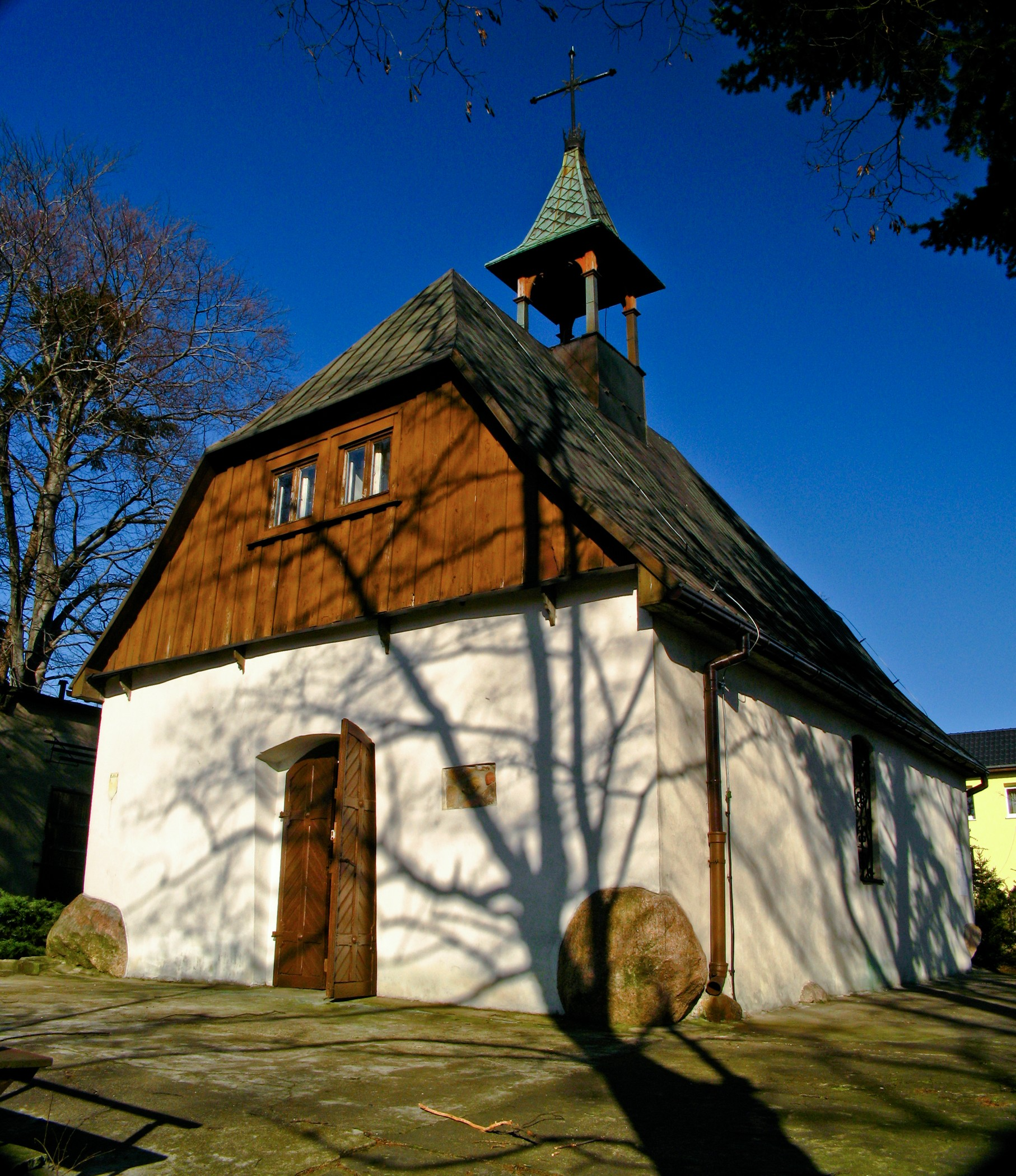
Chapelle du XIVe siècle
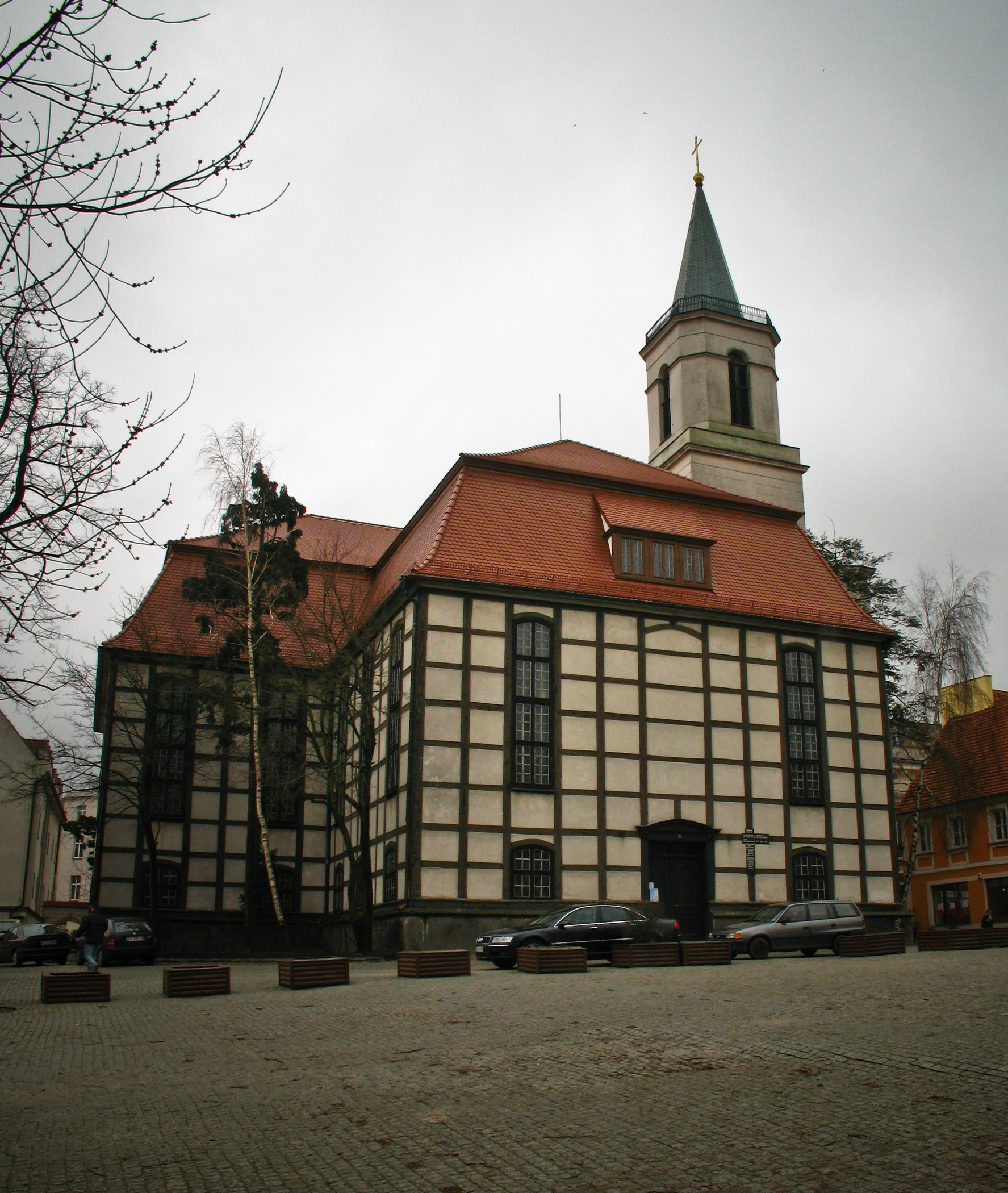
Église de Notre Dame de Częstochowa
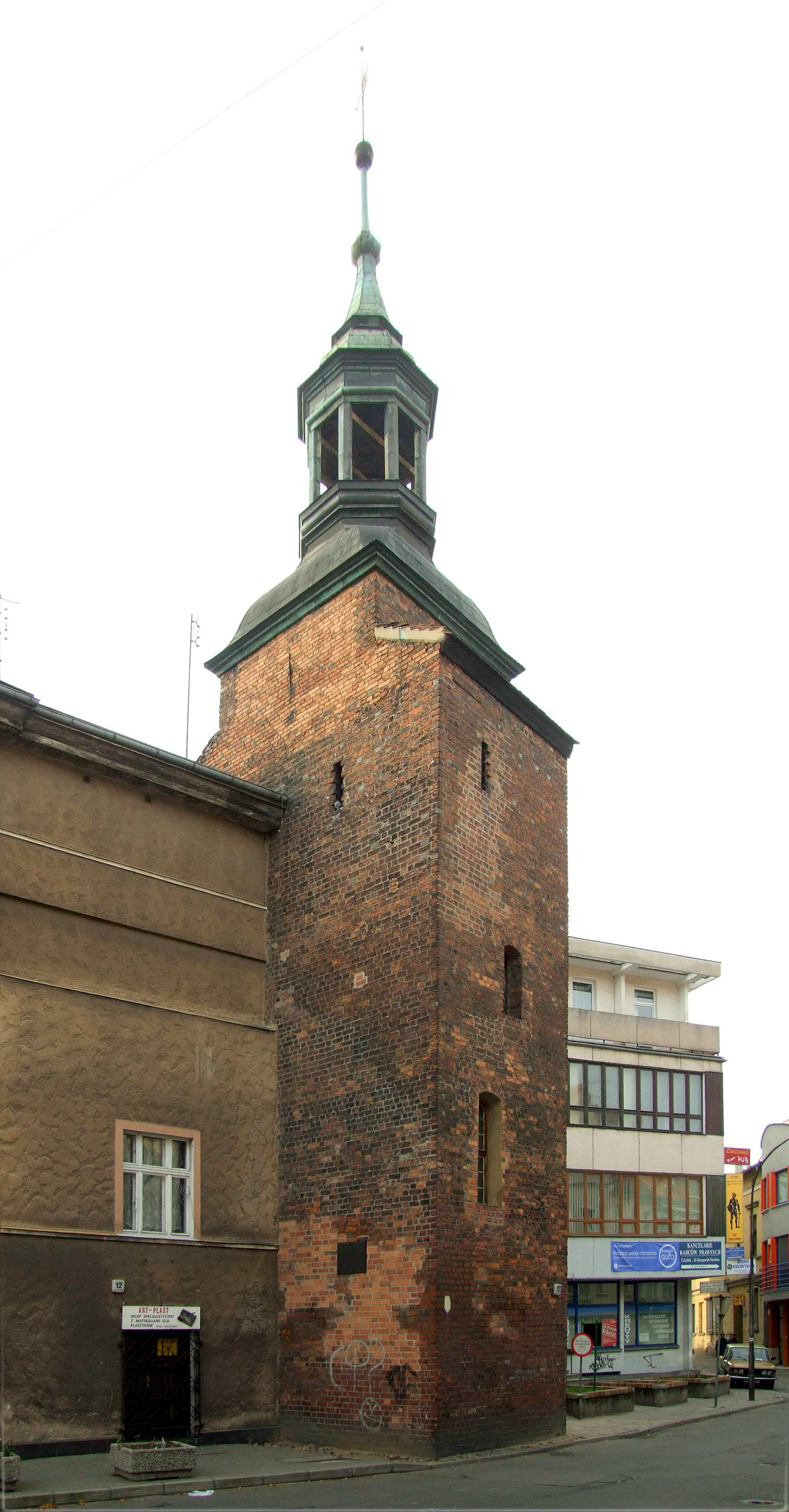
La Tour de la faim du XVe siècle
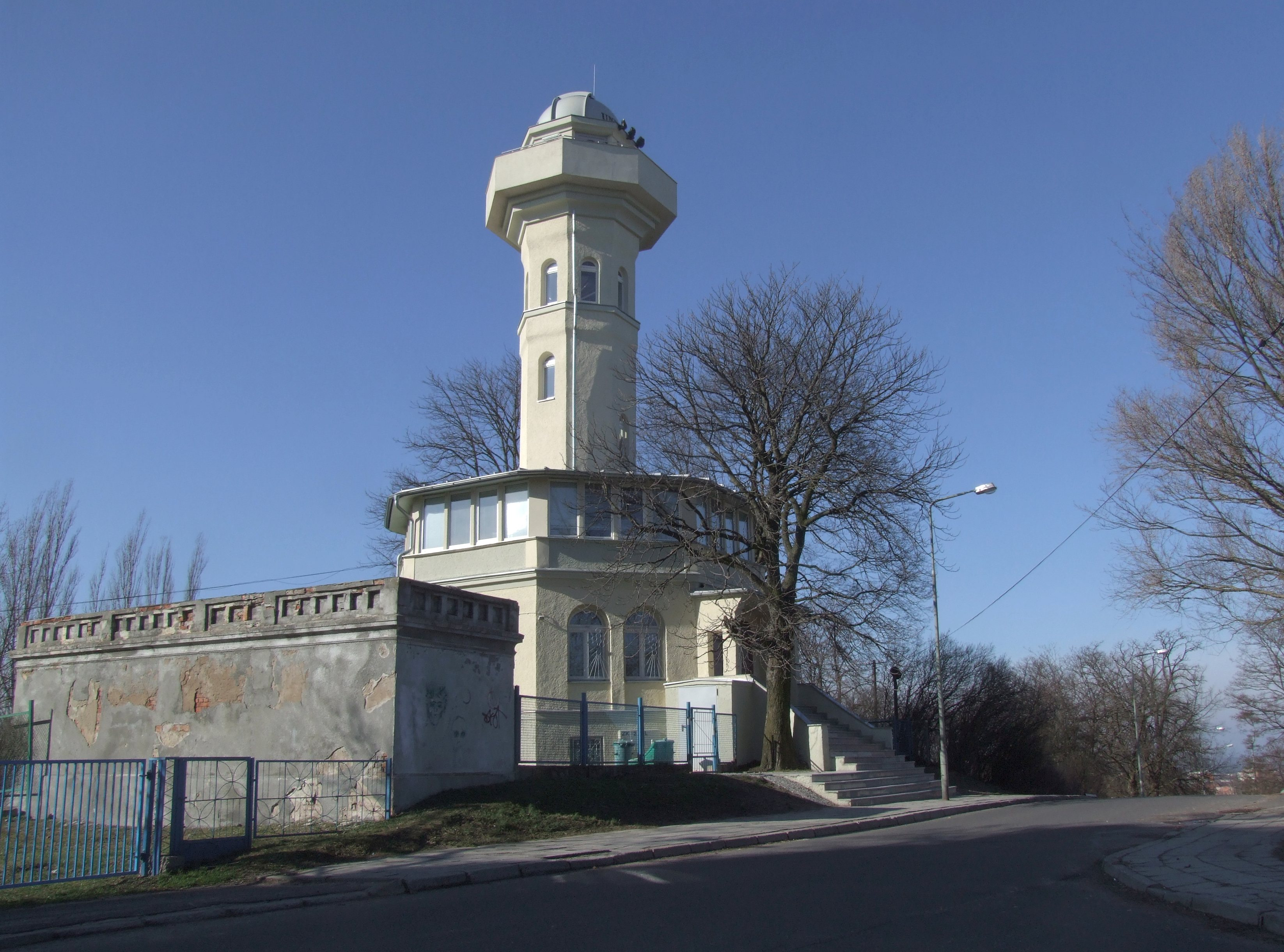
Observatoire astronomique
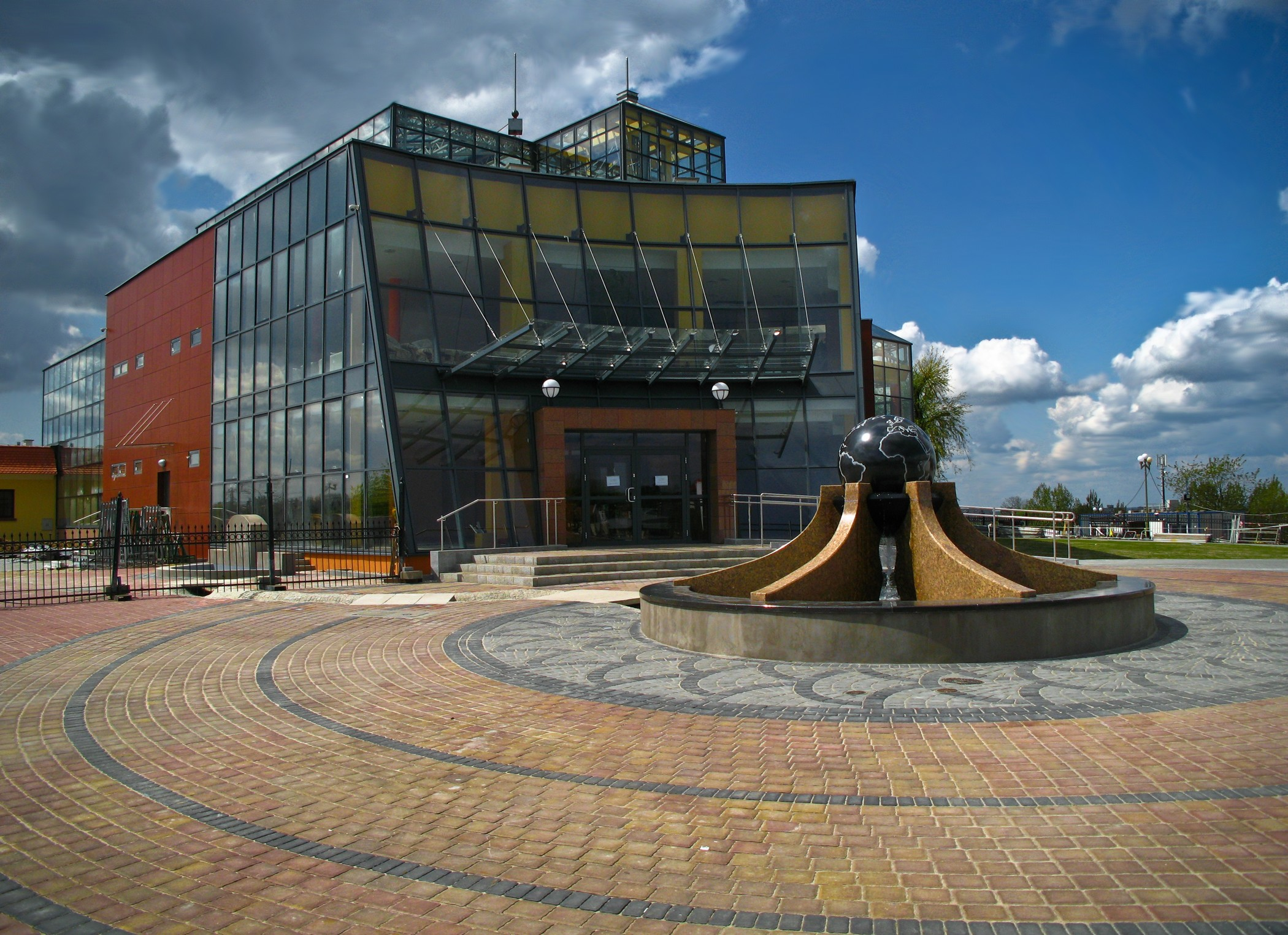
Palm house avec un restaurant sur la colline du vin
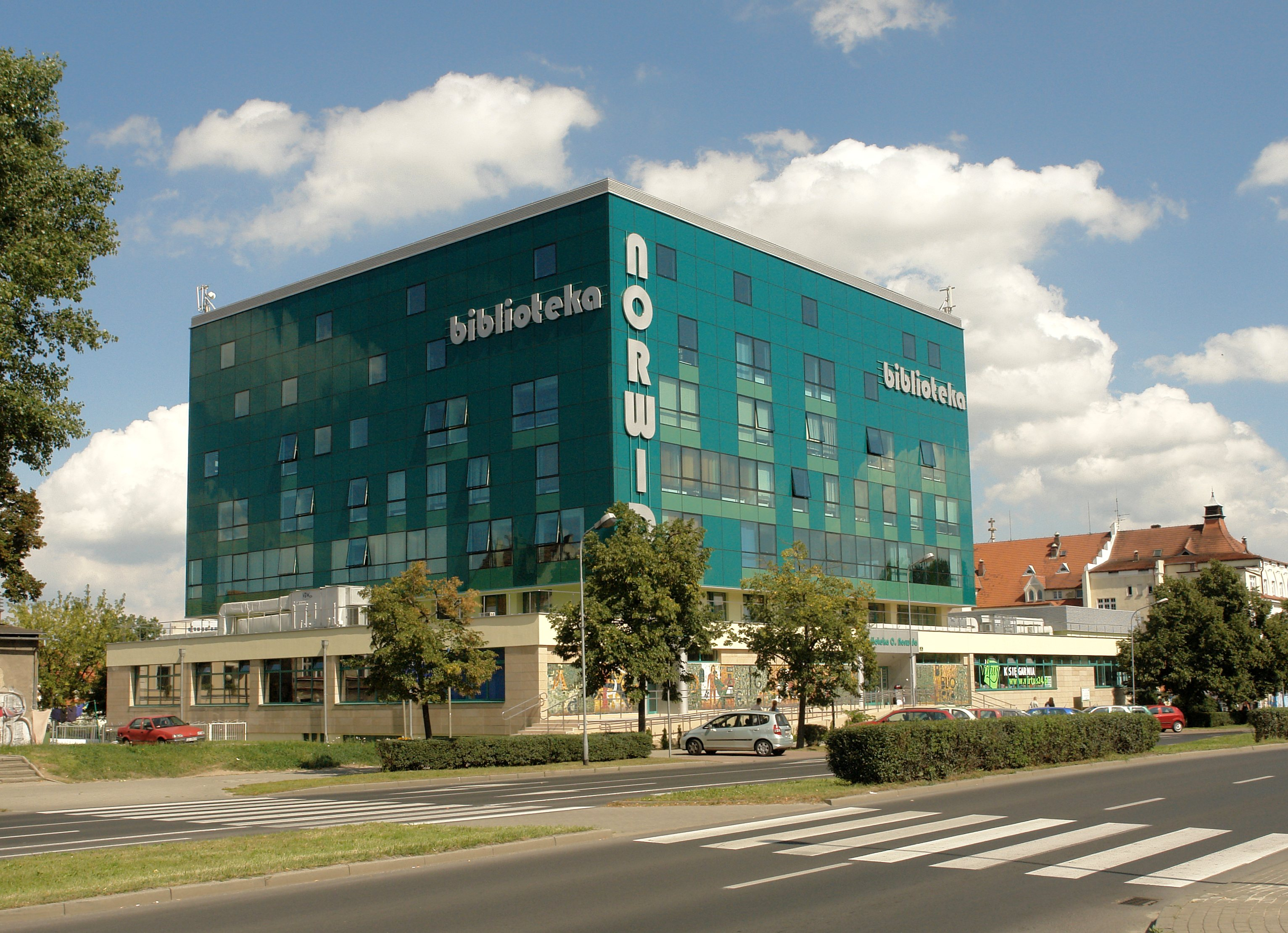
Bibliothèque principale de Zielona Góra
Plan de la ville
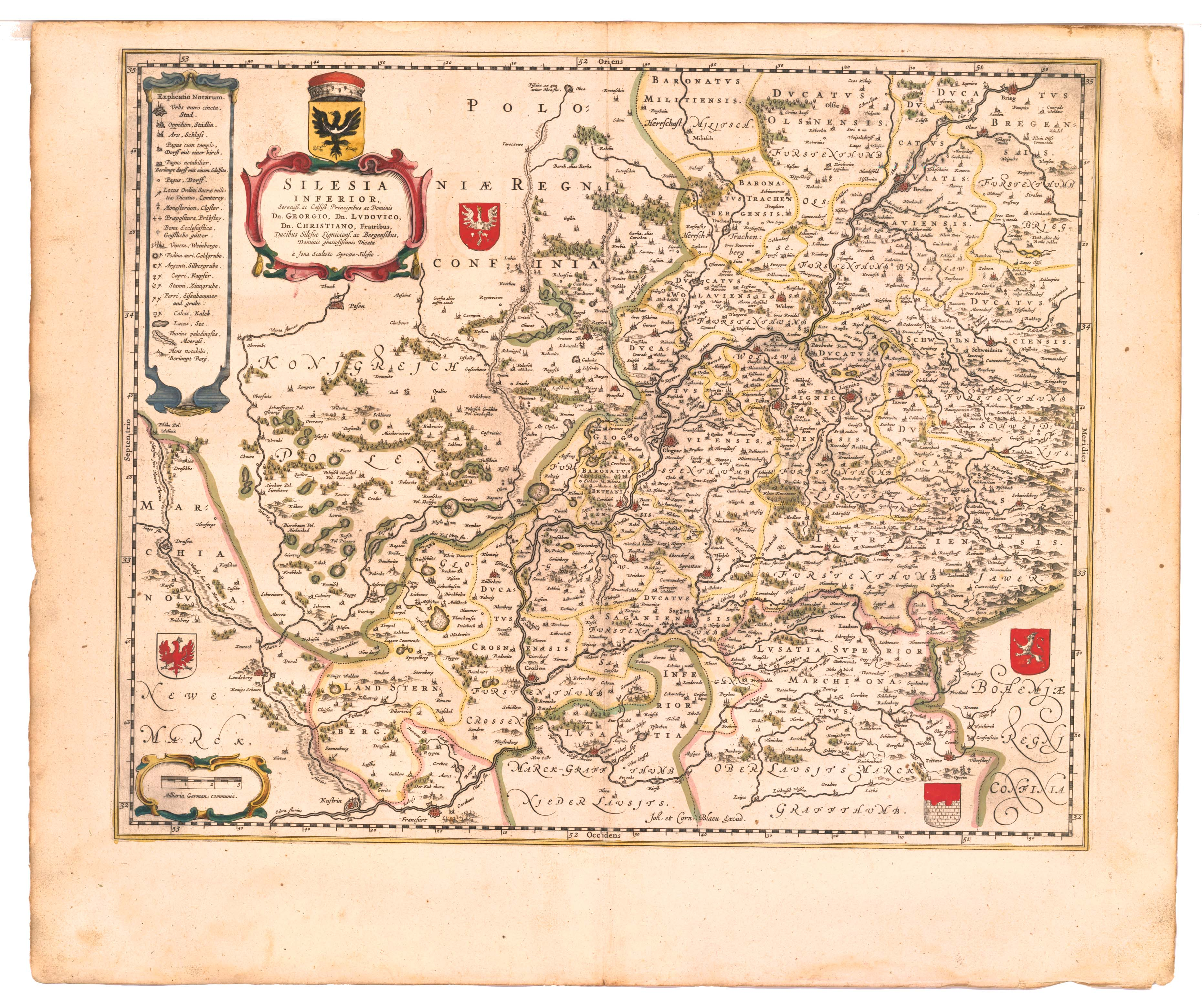
Grünberg sur la carte Blaeu de 1645 de Basse-Silésie
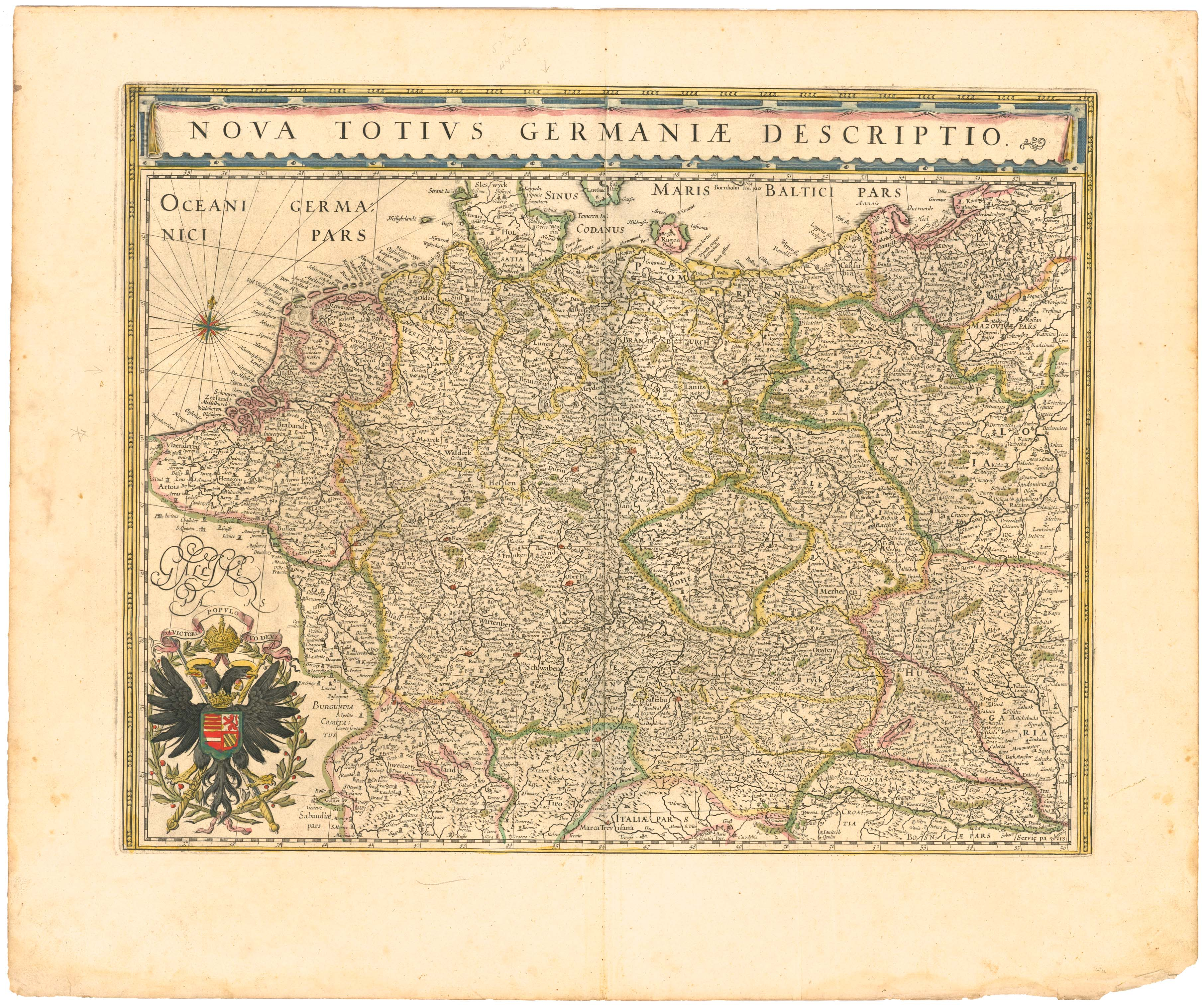
Dans l'atlas Blaeu de 1645 (sous le nom de Grūberg avec un macron)
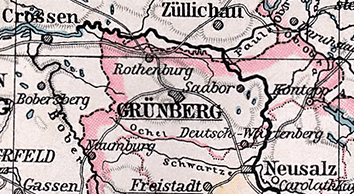
Grünberg sur une carte allemande de 1905